# Давидові псалми (Шевченко)
«Дави́дові псалми́»  — поетичний цикл Тараса Шевченка, написаний у грудні 1845 року у В'юнищі.

## Передумови
З Псалтирем Шевченко познайомився ще в дитинстві й уже тоді виявив інтерес до його поетичного боку.
| Ліві лапки | Известно, что Тарас Григорьевич учился грамоте у местного дьячка. После изучения „азбуковника“ Тарас Григорьевич перешел к чтению Псалтири. Пришедши домой после уроков, Шевченко подолгу просиживал над псалмами, любуясь их поэзией, декламируя их вслух» (Несколько новых штрихов к биографии Т. Г. Шевченко (Из воспоминаний Бондаренко) // Одесский вестник. — 1892. — 2 сентября) | Праві лапки |

Згадки про зацікавлення Шевченка Біблією восени 1845 року є в його листуванні та в спогадах сучасників. У листі до А. Г. та Н. Я. Родзянок від 23 жовтня 1845 року Шевченко писав, що в Миргороді він через хворобу «ни разу еще не выходил из комнаты, и ко всему этому еще нечего читать. Если бы не Библия, то можно бы с ума сойти… Попробовал было стихи писать, но такая дрянь полезла с пера, что совестно в руки взять… Дочитываю Библию, а там… а там… опять начну». Перебуваючи в листопаді 1845 року в Переяславі у А. О. Козачковського, Шевченко «иногда… занимался чтением Библии, отмечал места, поражавшие особенным величием».

## Написання
Цикл переспівів із Псалтиря Шевченко створив у першій половині грудня 1845 року. Найраніший відомий рукопис — недатований чорновий автограф переспіву 81 псалма, написаний на листі В. М. Рєпніної від 9 грудня 1845 року. Найімовірніше, у квітні—червні 1846 року у Києві Шевченко переписав цикл начисто до рукописної збірки «Три літа» з датою 19 грудня 1845 року. Чистові автографи переспіву 149 псалма на окремому аркуші та на звороті листа Я. Г. Кухаренка близькі до остаточного тексту в рукописній збірці «Три літа», але мають і деякі відмінності від нього: в першому з них є описка в назві: «Псалом 199» та варіанти в кількох рядках, у другому — пропущено слово «їх» у рядку 271: «І мечі в руках добрі».
Очевидно, цикл призначався для публікації в нездійсненому виданні «Кобзаря» 1847 року. Після арешту Шевченка 5 квітня 1847 року рукописна збірка «Три літа» з автографом циклу потрапила до III відділу, в архіві якого зберігалася до 1907 року.
Про роботу Шевченка над переспівом псалмів одразу стало відомо сучасникам, одні з яких висловлювали сумнів у її доцільності, інші ж надавали їй великого значення. І.І. Сердюков у листі до П.О. Куліша від 22 лютого 1846 року зазначав: «Тут ходе поголоска, що Шевченко тлумаче псалми: шкода! Уже коли тлумачить, дак тлумачить пророков, або Соломона, либо Исуса Сираховича…». П.О. Куліш у листі до О.М. Бодянського від 23 травня 1846 року згадує, що «Шевченко переложил 136 и 149 псалмы с блистательным успехом (не одни только эти, но и другие у него)». У листі до М.І. Костомарова від 27 червня 1846 року П. О. Куліш також високо оцінює Шевченкові переспіви: «Вы говорите, что можно писать на этом языке только мужицкие повести. Но у вас перед глазами Шевченко, который выражает на этом языке и псалм Давида, и чувства, достойные самого высшего общества».
Невдовзі після створення цикл «Давидові псалми» почав поширюватися в списках. Очевидно, у квітні—травні 1846 року, проживаючи разом із Шевченком у будинку І.І. Житницького в Києві, список переспіву Псалма 136 зробив О.С. Афанасьєв-Чужбинський. Під час перебування Шевченка в Седневі на початку березня 1847 року А.І. Лизогуб переписав цикл з рукописної збірки «Три літа». Про це сповіщав Л.М. Жемчужников у листі до О.Я. Кониського від 18 жовтня 1897 року:
| Ліві лапки | Андрей Иванович Лизогуб говорил мне, что он, брат его Илья Иванович и все их семейство уговаривали Шевченку оставить у них свои бумаги, состоявшие, конечно, из стихотворений; но Шевченко взял их с собою и около Днепра был арестован. Мне Андрей Иванович дал им самим списанные псалмы Шевченка, „Наймичку“, выпущенные цензурой стихи из его „Кобзаря“ первого издания. Копии с этих произведений поэта были мною сообщены Кулишу». | Праві лапки |

Про те, що цей список А.І. Лизогуба (нині не відомий) мав П.О. Куліш, а також про дальшу долю списку йдеться і в листі Л.М. Жемчужникова до О.Я. Кониського від 17 жовтня 1898 року:
| Ліві лапки | А. И. Лизогуб сам переписал для меня „Наймичку“, „Псалмы“ и те места из „Катерины“, „До Основ'яненка“, „Тарасовой ночи“ и „Гайдамаков“, которые не пропустила к печати цензура. Рукопись эту я давал П. А. Кулишу, но не помню, списать только, или подарил. Рукопись „Назар Стодоля“ от кого получил и кому отдал — не помню. Как та, так и другая рукописи, быть может, были мне возвращены и, быть может, сгорели в числе значительной части моей библиотеки уже в Погорелицах, где живу теперь». | Праві лапки |

Згаданий тут список П.О. Куліша в окремому зошиті містить повний текст усього циклу «Давидові псалми», записаний у тому ж порядку, що й у рукописній збірці «Три літа». Однак назву в списку змінено на «Псалми Давидові», в іншому порядку записано й дату: «1845, декабря 19» (з приміткою переписувача: «Надпись автора»). В тексті списку є не лише окремі описки, а й численні лексичні, синтаксичні та пунктуаційні виправлення, що подекуди істотно викривлюють зміст, як-от у рядках: 125 («Меж царями й судіями» замість: «Меж царями-судіями», як було в автографі збірки «Три літа»); 203—204 («Братом добрим добро певне Познать, не ділити» замість «Братам добрим добро певне Пожить, не ділити»); 209—210 («І на шитії омети, Ризи дорогії» замість «І на шитії омети Ризи дорогої»). Пізніший напис рукою П.О. Куліша на титульній сторінці зошита «Дарю юноше благому» свідчить, що список був подарований ним В.В. Тарновському.
Недатований список 136 псалма рукою П.О. Куліша збігається з його списком в окремому зошиті. У списку 132 псалма рукою П.О. Куліша є розбіжність у рядку 221: «І пошле їм добру пам'ять» замість «І пошле їм добру долю», — як у Шевченковому автографі.
Про список «Давидових псалмів», нині не відомий, одержаний від Л.М. Жемчужникова разом зі списками інших творів Шевченка, повідомив О.Я. Кониський.
| Ліві лапки | Які саме люди переписували оті Шевченкові твори, — зазначав він, — я не відважуся сказати запевне, але для мене річ певна, що переписували їх під доглядом автора, переписували з оригіналів, переписували не на те, щоб подавати до цензури». | Праві лапки |

Судячи з опублікованих О. Я. Кониським рядків цього списку, його зроблено за текстом без цензурних купюр; рядок 82 «Жить тяжко в оковах» збігається в ньому з текстом рукописної збірки «Три літа», а не зі списком П. О. Куліша, де цей рядок має вигляд: «Тяжко жить в оковах».
Список у рукописному «Кобзарі» 1861 року, що належав І. П. Левченкові здебільшого повторює всі відхилення від автографа рукописної збірки «Три літа», які було припущено в списку П. О. Куліша. Однак у рядках 19, 71, 91, 250—251 він збігається не з автографом і не зі списком П. О. Куліша, а з першодруком у «Кобзарі» 1860 року Крім того, цей список відрізняється орфографією, а також тим, що нумерація псалмів у ньому, як і в першодруці, — римська, а не арабська.
За текстом свого списку П. О. Куліш уперше опублікував — без імені автора, оскільки Шевченко тоді ще не повернувся із заслання — у виданій ним «Граматці» (СПб., цензурні дозволи 23 червня та 11 листопада 1857 року) псалми 12 (с. 41), 53 (с. 42), 132 (с. 43) повністю, а також уривки: з псалма 132 (рядки 261—264) — с. 8, 15; з псалма 53 (рядки 121—124) — с. 8, 17; з псалма 12 (рядки 37 — 40) — с. 8, 19; з псалма 93 (рядки 177—180) — с. 9, 21; рядки 193—200 — с. 9, 23; з псалма 149 (рядки 259—270) — с. 9 — 10, 25. У другому виданні Кулішевої «Граматки» (СПб., 1861) шевченківські переспіви псалмів відсутні.

## Публікація
Після звільнення із заслання Шевченко включив «Давидові псалми» до поданого на розгляд цензури рукопису «Поезія Т. Г. Шевченка. Том первий», в якому цикл містився на с. 162—169 (нині ця частина рукопису не відома). Не маючи в своєму розпорядженні збірки «Три літа», Шевченко скористався при цьому списком П. О. Куліша — на це вказує, зокрема, відбита у цензурних документах назва «Псалми Давидові» (а не «Давидові псалми», як у збірці «Три літа»). Головне управління цензури ухвалами від 25 липня, 11 та 19 серпня 1859 року зажадало від Петербурзького цензурного комітету попередньо подати Шевченкові переспіви на розгляд духовної цензури. Спеціально призначений для їхнього цензурування професор Петербурзької духовної академії В. Карпов 20 жовтня 1859 року дав дозвіл на публікацію за винятком кількох рядків у 43, 52, 81 та 136 псалмах, «содержавших в себе мысли, чуждые псалмопевцу». 26 жовтня 1859 року Петербурзький комітет для цензури духовних книг дав згоду на друкування «Давидових псалмів» Петербурзькому цензурному комітету; 23 січня 1860 року датовано цензурний дозвіл на вихід у світ «Кобзаря», де вміщено цей цикл. За текстом «Кобзаря» 1860 року у серії «Сільська бібліотека» (№ 13) цикл випущено окремим виданням: «Псалми Давидові / Переложив по-нашому Тарас Шевченко» (СПб., 1860 рік (цензурний дозвіл 13 квітня 1860 року)).
У «Кобзарі» 1860 року цикл надруковано за рукописом «Поезія Шевченка. Том первий», в якому через відсутність автографа у збірці «Три літа» використано список П. О. Куліша; першодрук відбиває й припущені П. О. Кулішем відхилення від авторського тексту, зокрема, згадані випадки його послаблення й псування в рядках 125, 203—204, 209—210 та інших. З'явилися тут, крім численних правописних змін, і нові випадки явного псування тексту — як-от у рядку 140 «І всує трепетна земля» замість: «І всує плачеться земля», як було в автографі збірки «Три літа».
На початку 1861 року уривки з псалмів 132 (рядки 201—204), 53 (рядки 121—124), 12 (рядки 37 — 40), 93 (рядки 177—180 та 193—200), 149 (рядки 259—270), а також псалом 132 повністю Шевченко вмістив у своїй книжці «Букварь южнорусский» (СПб., 1861. — С. 5 — 7; цензурний дозвіл 21 листопада 1860 року). Текст подано тут за «Кобзарем» 1860 року, але в рядках 203—204 псалма 132, вміщених у «Букварі» двічі (на с. 5 та 7), Шевченко в другому випадку повернувся до варіанта зі збірки «Три літа»: «З братом добрим добро певне Пожить, не ділити». Крім того, в рядку 209 Шевченко замінив слово «шитії» (омети) на «гаптовані».

## Сюжет

### Складова
Цикл складають десять переспівів Шевченка з Псалтиря — однієї з книг Старого Завіту, авторство якої приписується царю Давиду. Насправді Псалтир складався протягом кількох століть. Шевченка, який добре знав Псалтир з дитинства, біблійні псалми приваблювали високою патетикою, гострими інвективами проти зла, користолюбства, всілякої неправди, утвердженням високих етичних норм, ідеями рівності «убогих» і «багатих» перед Богом, неминучого покарання «злотворящих». Продовжуючи традицію використання псалмів у польській літературі (Ян Кохановський й інші), а також у російській громадянській поезії XVIII—XIX століть (М. В. Ломоносов, Г. Р. Державін, І. А. Крилов, М. М. Язиков, поети-декабристи), Шевченко сповнив їхню релігійну форму новим змістом і надав їм актуального звучання, не прагнучи при цьому точно відтворювати біблійний текст.
За Біблією (I книга Самуїла. Гл. 16. В. 30), пастух Давид ще з юності прославився тим, що сам складав пісні й виконував їх під акомпанемент псалтиря — струнного музичного інструмента. Завдяки цьому він потрапив до двору ізраїльського царя Саула. Подолавши філістимського велета Голіафа й здобувши інші військові перемоги, Давид зробився народним улюбленцем, але постійно зазнавав переслідувань царя Саула. Після його смерті Давид став царем, зробив Єрусалим своєю столицею і спорудив там величні будівлі, вів успішні війни з ворожими племенами, запровадив багато реформ. На важливі події життя країни й свого власного він відгукувався ліричними творами, які ставали піснями або виконувалися при богослужіннях. Згодом збірка їх під назвою «Псалтир» поповнювалася віршами на історичні теми, молитвами, пророцтвами. Серед псалмів є твори ліричних жанрів, похвальні оди Богові, покаянні молитви, релігійні гімни, поетичні парафрази давньоєврейських переказів. У ранніх християн деякі з них ставали народними піснями. Згодом Псалтир використовувався при церковних відправах та для навчання грамоти.

### Зміст
- Псалом 1[18]. Ліричний вступ до всього Псалтиря, в якому протиставлення праведних — нечестивим, надія на незбориму силу Божого слова є однією з наскрізних тем. Присутнє тут символічне уособлення доброчесності в образі плодоносного дерева — на противагу марній силі зла, що розвіється, мов порошина під вітром, — часто трапляється і в оригінальній поезії Шевченка.
- Псалом 12[19]. Написано в часи гонінь, що їх зазнавав Давид від своїх ворогів — царя Саула та його оточення. Цій темі в Псалтирі присвячено також псалом 11, переспів якого Шевченко зробив 1859 року (але до циклу його не включив), і псалом 13, дослівно повторений в псалмі 52 — також переспіваному Шевченком. У рядках цих переспівів є перегуки з віршем «Як умру, то поховайте…».
- Псалом 43[20]. В основу його покладено історичні перекази, де спогади про славне минуле протиставлено ганебній сучасності. Зіставленням з історичною долею українського народу Шевченко привносить в переспів відсутню в біблійному тексті згадку про «першу» й «другу… ще лютішу» силу, маючи на увазі давній гніт польського панства та кріпосницький визиск у сучасній йому Росії.
- Псалом 52[21]
- Псалом 53[22].Переховуючись від Саула в пустелі Зіф, Давид дізнався, що місцеве плем'я зіфеїв виказало його, й мав утікати далі. Однак у цей час на Ізраїль напали філістимляни, і Саулові довелося повернути своє військо проти них. Цим псалмом Давид дякував Богові за порятунок. Шевченко привніс у свій переспів мотив моральної вищості праведника над його переслідувачами.
- Псалом 81[23]. Мотив справедливого Божого суду й викриття неправедних земних суддів Шевченко підсилив закликом захищати «вдову убогу» та у рівняти «царів» з «рабами».
- Псалом 93[24]. Інвектива проти всіх, хто забув заповіді своєї власної віри й чинить зло ближнім, гадаючи, що Бог цього не бачить.
- Псалом 132[25]. Гімн злагоді й братерству, написаний, коли Давид переніс до своєї столиці священний Ковчег Завіту, завдяки чому Єрусалим став релігійним центром, який об'єднував всі давньоєврейські племена в один народ.
- Псалом 136[26]. Спогад про страждання євреїв у вавилонському полоні (де вони перебували протягом 70 років після завоювання Ізраїлю царем Навуходоносором у 586 рік до н.е.) і про їхні надії відродити національну державу та релігію. В переспіві Шевченка наголошено патріотичні мотиви вірності народу минулій славі й рідній пісні.
- Псалом 149[27]. Гімн радості з приводу звільнення з вавилонського полону (538 рік до н. е. перський цар Кір, завоювавши Вавилон, дозволив євреям повернутися на батьківщину) та відновлення власної держави під захистом віри й зброї. В переспіві Шевченка наголошено неминучість справедливого суду над «царями неситими» та їхніми «славними», тобто вельможами.[1]
- Інші: "Подражаніє 11 псалму" (1859)[28] (не включений до циклу)

## Автограф
На сьогодні відомі такі автографи «Псалмів»:
- чорновий автограф переспіву 81 псалма на листі Рєпніної В.М. до Шевченка від 9 грудня 1845 року[29]
- чистовий автограф переспіву 149 псалма (з опискою в назві: 199) на окремому аркуші з рукописної збірки середини 1840-х років[30]
- чистовий автограф переспіву 149 псалма на звороті листа Кухаренка Я.Г. до Шевченка від 25 травня 1845 року[31]
- чистовий автограф циклу «Давидові псалми» в рукописній збірці «Три літа»[32].

Примітки
- У примірнику «Кобзаря» 1860 року, що належав Честахівському Г.М., присутні виправлення Шевченка в псалмі 81[33].
- Чорновий автограф переспіву 81 псалма та чистовий автограф переспіву 149 псалма на окремому аркуші не датовано.
- Автограф у рукописній збірці «Три літа» датовано: «19 Декабря 1845, В'юнища».
- Дата в чистовому автографі переспіву 149 псалма на звороті листа Кухаренка Я.Г.: «20 декабря».

«Псалми» датуються за автографом у рукописній збірці «Три літа»: 19 грудня 1845 рік, В'юнище.